# Едролистен равнец
Едролистният равнец (Achillea grandifolia) е вид растение от семейство Сложноцветни (Asteraceae).
Таксонът е описан за пръв път от Емерих Фривалдски през 1836 година.

## Подвидове
- Achillea grandifolia subsp. hellenica